# Fyens Stiftstidende
Fyens Stiftstidende är en regional dagstidning i Danmark som täcker Fyn och övriga öar. Tidningen grundades av boktryckaren Christian Gormsen Biering den 3 januari 1772, vilket gör den till Danmarks tredje äldsta tidning.